# Acta Poloniae Pharmaceutica – Drug Research
Acta Polonia Pharmaceutica – Drug Research, abgekürzt Acta Pol. Pharm., ist eine wissenschaftliche Fachzeitschrift, die von der Polnischen Pharmazeutischen Gesellschaft (Polskie Towarzystwo Farmaceutyczne) veröffentlicht wird. Die Zeitschrift erscheint derzeit mit sechs Ausgaben im Jahr. Es werden Arbeiten veröffentlicht, die sich mit pharmazeutischen Themen beschäftigen.
Der Impact Factor von Acta Poloniae Pharmaceutica lag im Jahr 2014 bei 0,737. Nach der Statistik des ISI Web of Knowledge wird das Journal mit diesem Impact Factor in der Kategorie Pharmakologie und Pharmazie an 225. Stelle von 254 Zeitschriften geführt.